# Кальви (кантон)
Кальви (фр. Calvi) — кантон во Франции, находится в регионе Корсика, департамент Верхняя Корсика. Входит в состав округа Кальви.
Код INSEE кантона — 2B07. Всего в кантон Кальви входит 14 коммун, из них главной является Кальви.

## История
По закону от 17 мая 2013 и декрету от 14 февраля 2014 года количество кантонов в департаменте Верхняя Корсика уменьшилось с 30 до 15. Новое территориальное деление департаментов на кантоны вступило в силу во время выборов 2015 года. Таким образом, кантон Кальви был расширен 22 марта 2015 года коммунами из бывших кантонов Бельгодер (5 коммун), Каленцана (6 коммун), Л’Иль-Рус (1 коммуна).

## Коммуны кантона после 2015 года
В кантон входят 14 коммун, из них главной является Кальви.
| Код INSEE | Почтовый индекс | Коммуна       | Оригинальное название | Площадь, км² | Население, чел. (2015) | Плотность, чел./км² |
| --------- | --------------- | ------------- | --------------------- | ------------ | ---------------------- | ------------------- |
| 2B025     | 20225           | Авапесса      | Avapessa              | 3,29         | 85                     | 26                  |
| 2B010     | 20220           | Альгайола     | Algajola              | 1,72         | 293                    | 170                 |
| 2B020     | 20220           | Ареньо        | Aregno                | 9,3          | 594                    | 64                  |
| 2B121     | 20245           | Галерия       | Galéria               | 135,16       | 327                    | 2,4                 |
| 2B049     | 20214           | Каленцана     | Calenzana             | 182,77       | 2308                   | 13                  |
| 2B050     | 20260           | Кальви        | Calvi                 | 31,2         | 5514                   | 177                 |
| 2B084     | 20225           | Катери        | Cateri                | 3,18         | 233                    | 73                  |
| 2B138     | 20225           | Лаватоджо     | Lavatoggio            | 6,86         | 142                    | 142                 |
| 2B150     | 20260           | Лумио         | Lumio                 | 19,18        | 1212                   | 63                  |
| 2B153     | 20245           | Мансо         | Manso                 | 121,02       | 107                    | 0,88                |
| 2B165     | 20214           | Монкале       | Moncale               | 7,09         | 281                    | 40                  |
| 2B167     | 20214           | Монтегроссо   | Montegrosso           | 22,78        | 453                    | 20                  |
| 2B296     | 20220           | Сант-Антонино | Sant’Antonino         | 4,1          | 107                    | 26                  |
| 2B361     | 20214           | Цилия         | Zilia                 | 14,01        | 293                    | 21                  |

До 2015 года в состав кантона входили 2 коммуны:
| Коммуна | Население, чел. (1999) | Почтовый индекс | Код INSEE |
| ------- | ---------------------- | --------------- | --------- |
| Кальви  | 5 177                  | 20260           | 2B050     |
| Лумио   | 1 040                  | 20260           | 2B150     |

## Население
В таблице приведена динамика численности населения по 2008 год. В 2015 году территория кантона была изменена, а население соответственно возросло до 11 949 человек (население во время переписи 2012 года на территории, определённой в 2015 году).
| 1962  | 1968  | 1975  | 1982  | 1990  | 1999  | 2008  |
| ----- | ----- | ----- | ----- | ----- | ----- | ----- |
| 2 550 | 3 240 | 4 262 | 4 326 | 5 710 | 6 217 | 6 589 |

## Политика
Согласно закону от 17 мая 2013 года избиратели каждого кантона в ходе выборов выбирают двух членов генерального совета департамента разного пола. Они избираются на 6 лет большинством голосов по результату одного или двух туров выборов.
В первом туре кантональных выборов 22 марта 2015 года в Кальви баллотировались 3 пары кандидатов. С поддержкой 72,30 % Жан-Тусен Гуглельмаччи и Элизабет Сантелли были избраны на 2015—2021 годы. Явка на выборы составила 60,85 %.
| Мандат | Мандат | Кандидаты                                     |                | Партия             | Первый тур | Первый тур |
| Мандат | Мандат | Кандидаты                                     | Кол-во голосов | Партия             | % голосов  |            |
| ------ | ------ | --------------------------------------------- | -------------- | ------------------ | ---------- | ---------- |
| 2015   | 2021   | Мари Симеони и Жвн-Шарль Вилланова            |                | Беспартийные       | 806        | 15,01      |
| 2015   | 2021   | Жан-Тусен Гуглельмаччи и Элизабет Сантелли    |                | Беспартийные       | 3881       | 72,30      |
| 2015   | 2021   | Антони Эскобар-Дзанини и Мартин Фонтэн-Сумьан |                | Национальный фронт | 681        | 12,69      |